# مركز العلوم الرياضية، جامعة جيجيانغ
مركز العلوم الرياضية في جامعة جيجيانغ (في اللغة الصينية المبسطة: 浙江大学数学科学研究中心 ; في اللغة الصينية التقليدية: 浙江大學數學科學研究中心)، هو مركز أبحاث رياضي مشهور مقره في الصين. حيث ينتمي المركز إلى جامعة جيجيانغ في هانغتشو، جيجيانغ.

## مقدمة
تأسس المركز بشكل أساسي من قبل الحائز على ميدالية فيلدز العالم شينج تونج ياو في أغسطس 2002. كان القائمون والمستشارون الأوائل على المركز من علماء الرياضيات هما سو بوكينغ وشينغ شين تشيرن، وكلاهما من مواطني اقليم جيجيانغ. أول مدير أكاديمي للمركز هو شينغ شين تشيرن.
في الصين، تمتلك جامعة جيجيانغ واحدة من أفضل تقاليد البحث الرياضي، والتي تُعرف باسم مدرسة جاي (للرياضيات) ومدرسة تشن-سو (للهندسة التفاضلية ؛ في ذكرى علماء الرياضيات سو بوكينغ وتشن جيانغجونغ). لمواصلة الحفاظ على هذا التقليد الممتاز وتطويره، تم تأسيس المركز، بالاقتران مع قسم الرياضيات في جامعة جيجيانغ. 
في كل عام، يقوم العديد من علماء الرياضيات والباحثون من جميع أنحاء العالم بزيارة أو إجراء أبحاث في المركز. 

## أشخاص بارزون
يشغل المعهد عشرات من مناصب الباحثين الدائمين أو مناصب الأستاذية. عمل العديد من علماء الرياضيات من جميع أنحاء العالم في المعهد أو زاروه:
| - سو بوكينغ (حتى 2003) - وانغ يوان - هو هيشنغ - قو تشاوهاو - شي زونجي - فانغ هوا لين | - كيفنغ ليو - جيان شو لي - يانغ لو - بينغفي جوان - شو جيا وانغ - ليزين جي | - شينغ تونغ ياو - شينغ شين تشيرن (حتى 2004) - تشي وانغ شو - هواي دونغ كاو - شي بينغ تشو |

## روابط خارجية
- مركز العلوم الرياضية، جامعة تشجيانغ